# Tong Dizhou
Tong Dizhou (童第周) (28 mai 1902 － 30 mars 1979) est un scientifique chinois connu pour ses contributions au domaine du clonage.

## Biographie
Né à Yinxian, dans la province du Zhejiang, il est diplômé en psychologie de l'université Fudan en 1924 et obtient son doctorat de l'université libre de Bruxelles en 1930.
En 1963, il introduit l'ADN d'une carpe mâle dans l'ovocyte d'une carpe femelle et devient le premier à réussir le clonage artificiel d'un animal. Ses recherches sur ce sujet furent publiés dans un journal scientifique chinois mais non traduites à l'époque.
Il est membre de l'Académie chinoise des sciences et premier directeur de son institut océanologique qu'il fonde en 1950 et dirige jusqu'en 1978.